# Klára Long Slámová
Klára Long Slámová, za svobodna Klára Slámová, (* 27. srpna 1977) je česká advokátka a politička. Od 30. dubna do 3. června 2010 byla krátce poslankyní Poslanecké sněmovny Parlamentu ČR jako náhradnice na kandidátce ODS, ale do parlamentu nastoupila v době, kdy kandidovala jako nezávislá za stranu Suverenita. Jako soudkyně vystupovala v pořadu Soudy Kláry Slámové na TV Nova. Má jedno dítě.

## Osobní život
Pochází z Jindřichova Hradce, vystudovala Státní konzervatoř v Praze, obor housle, a absolvovala s vyznamenáním Právnickou fakultu UK. V roce 2001 začala pracovat jako advokátní koncipientka, v roce 2004 získala titul JUDr. a složila též advokátní zkoušky, od té doby působí ve vlastní advokátní kanceláři. V roce 2012 se provdala za Američana, technického instruktora potápění Gregoryho Scotta Longa – od té doby užívá příjmení Long Slámová.
Je známá především jako obhájkyně Jiřího Kajínka. Mimo to obhajovala např. Johna Pacovského (vražda v Litvínovicích u Českých Budějovic), mělnického lékaře Jiřího Pasovského (vražda nigerijského konzula). Hájila i soudce Josefa Košelu, který byl podezřelý z nákupu dětské pornografie. Mezi její známé klienty patřil i David Duke, autor knihy Moje probuzení a bývalý šéf Ku-klux-klanu, dále též organizátor CzechTeku Václav Šroub a Martin Koryčánek, u kterého dosáhla zproštění obžaloby z několikanásobné vraždy. Na podzim roku 2008 se stala obhájkyní Mladých národních demokratů a jiných radikálních uskupení. V rámci trestní obhajoby se objevuje často u těžkých případů násilných trestných činů a trestných činů hospodářských, jako například obhájce jednoho z obžalovaných u půlmiliardového úniku z ČKA, či jako obhájce majitele realitní kanceláře Rekin. V roce 2013 se ujala obhajoby Michala Kisiova, podezřelého z tzv. Jihlavské vraždy. V roce 2014 převzala zastoupení poškozených pozůstalých v kauze Petra Kramného (vražda v Egyptě) a v roce 2017 převzala zastoupení poškozených pozůstalých v kauze Martina Chlouby (vražda 14leté dívky v Doubici na Děčínsku).
V letech 2005–2009 učila na Vysoké škole finanční a správní a v CEVRO Institutu. Dlouhodobě se věnuje ochraně zvířat a ochraně obětí trestné činnosti. V roce 2010 se stala členkou pracovní skupiny Ministerstva spravedlnosti ČR pro přípravu návrhu zákona o obětech trestné činnosti (zákon přijat pod č. 45/2013 Sb.).

## Politická aktivita
Ve volbách v roce 2006 kandidovala do Poslanecké sněmovny za ODS (volební obvod Praha) na 17. místě pražské kandidátky strany. Poslankyní však zvolena nebyla (skončila na třetím místě pod hranicí zvolení, nicméně v počtu preferenčních hlasů v rámci ODS byla na 11. místě v ČR). Do sněmovny nicméně nastoupila dodatečně 30. dubna 2010, tedy krátce před koncem funkčního období sněmovny, jako náhradnice poté, co rezignoval poslanec Daniel Reisiegel. Mandát se rozhodla přijmout kvůli lidem, kteří jí dali v minulých volbách přednostní hlas. Prohlásila, že je nechce zklamat. Ve sněmovně setrvala jen několik týdnů, proto se výrazněji se do její činnosti nemohla zapojit. Ačkoliv v roce 2006 kandidovala za ODS, v době nástupu do parlamentu již působila jako nezávislá za formaci Suverenita, která tak získala krátkodobě zastoupení v parlamentu. Působila jako nezařazená poslankyně.
Z ODS vystoupila v únoru 2010 a oznámila kandidaturu za stranu Suverenita jako nezávislá kandidátka. Zdůvodnila to následovně: „Jsem zklamaná z politiky, kterou se ubírá ODS, a z arogance některých jejích představitelů.“ Za tuto stranu následně kandidovala jako nezávislá ve volbách v roce 2010 coby lídr její kandidátní listiny v Praze. Suverenita se do Parlamentu nedostala.
V květnu 2021 oznámila záměr kandidovat na prezidentku ČR v prezidentských volbách 2023. V červnu 2022 oznámila, že na prezidentku kandidovat nebude, protože „z prezidentských kampaní se bohužel nyní stala fraška.“ V prezidentských volbách poté podpořila kandidaturu Marka Hilšera.